# Stalin Motta
Stalin Motta Vaquiro (* 28. března 1984, Bogotá, Kolumbie) je kolumbijský fotbalový záložník a bývalý reprezentant, který hraje za ekvádorský klub Barcelona SC.

## Klubová kariéra
Stalin Motta začínal s fotbalem v kolumbijském celku Independiente Santa Fe. Poté hrál v dalších kolumbijských klubech Chía FC, CD La Equidad a Atlético Nacional. S CD La Equidad vyhrál v roce 2008 kolumbijský pohár Copa Colombia.
V roce 2014 odešel do ekvádorského klubu Barcelona SC.

## Reprezentační kariéra
V národním A-týmu Kolumbie debutoval v roce 2008. V letech 2008–2009 odehrál celkem 3 zápasy, gól nevstřelil.